# Dubovka
Dubovka (ruso: Дубо́вка) es una ciudad rusa, capital del raión homónimo en la óblast de Volgogrado.
En 2021, la ciudad tenía una población de 14 779 habitantes. En su territorio no hay pedanías.
Se ubica en la costa occidental del embalse de Volgogrado, unos 40 km al noreste del centro urbano de la capital regional Volgogrado, sobre la carretera R228 que lleva a Sarátov.

## Historia
La ciudad se ubica a 2 km de un importante yacimiento arqueológico medieval, que se cree que se corresponde con la antigua Beldzhamen, ciudad de la Horda de Oro que existió en los siglos XIII y XIV y que fue destruida por las tropas de Tamerlán. En los primeros años del siglo XVIII, el Zarato ruso fundó aquí una nueva fortificación, para proteger el camino de Tsaritsyn a Kamyshin por la margen derecha del Volga. Sin embargo, los militares enviados a defender la nueva fortificación fueron masacrados en una incursión armada de nómadas kazajos.
La actual Dubovka surgió como reconstrucción de esta fortificación atacada: desde entonces pasó a estar defendida por los cosacos del Don. En 1733 se constituyó oficialmente como la stanitsa Dubóvskaya (Дубовская), como centro militar desde el que los cosacos dirigirían la línea de defensa de la margen derecha del Volga. Al año siguiente, se asentaron aquí más de mil familias de cosacos del Don, rusos étnicos y ucranianos. En 1774, los cosacos locales dieron refugio aquí a Yemelián Pugachov, lo que provocó que las tropas rusas quemaran el asentamiento y expulsaran a sus habitantes a las tierras caucásicas del río Térek.
En 1785, Catalina II cambió el estatus del asentamiento de stanitsa a posad, y fomentó la repoblación del lugar con nuevos habitantes ucranianos. Dubovka se convirtió en uno de los principales asentamientos de la Ucrania Amarilla, destacando como núcleo comercial e industrial, lugar de paso y puerto fluvial. En su origen era sede de una vólost, en el uyezd de Tsaritsyn de la gobernación de Sarátov; sin embargo, en 1803 fue ascendida al estatus de ciudad.
En 1846, debido a su condición de principal núcleo comercial de la zona, se abrió aquí un ferrocarril de vía estrecha tirado por caballos que unía el Volga con el cercano río Don. El gasto que supuso la construcción, unido a sus defectos de diseño, llevó al cierre de la línea en 1855. Dubovka perdió su condición de centro económico principal frente a Tsaritsyn, ciudad de la que partiría en la década siguiente el ferrocarril que uniría correctamente ambos ríos. Dubovka adoptó el estatus de capital distrital en 1928, cuando se definieron los raiones del krai del Bajo Volga.